# 18184 Dianepark
18184 Dianepark este un asteroid din centura principală de asteroizi.

## Descriere
18184 Dianepark este un asteroid din centura principală de asteroizi. A fost descoperit pe 24 august 2000 la Socorro, New Mexico, în cadrul proiectului LINEAR. Asteroidul prezintă o orbită caracterizată de o semiaxă mare de 2,58 ua, o excentricitate de 0,07 și o înclinație de 2,1° în raport cu ecliptica.